# Joseph Sarno
Joseph William Sarno (Brooklyn, 15 marzo 1921 – New York, 26 aprile 2010) è stato un regista e sceneggiatore statunitense.

## Biografia
Autore di molti film erotici degli anni sessanta, si sposò con Peggy Steffans, ed ebbe da lei un figlio, Matthew.

## Filmografia
- Nude in Charcoal (1961) (non accreditato)
- Lash of Lust (1962)
- Sin, You Sinners (1963) (non accreditato)
- Sin in the Suburbs (1964) (con il nome Joe Sarno)
- Warm Nights and Hot Pleasures (1964) (con il nome Joe Sarno)
- Pandora and the Magic Box (1964) (con il nome Joe Sarno)
- Naked Fog (1965) (con il nome Joe Sarno)
- Flesh and Lace (1965) (con il nome Joe Sarno)
- The Love Merchant (1966) (con il nome Joe Sarno)
- Step Out of Your Mind (1966)
- Skin Deep in Love (1966) (con il nome Joe Sarno)
- Red Roses of Passion (1966)
- The Swap and How They Make It (1966) (con il nome Joe Sarno)
- Moonlighting Wives (1966) (con il nome Joe Sarno)
- The Bed and How to Make It! (1966) (con il nome Joe Sarno)
- Scarf of Mist, Thigh of Satin (1967) (con il nome Joe Sarno)
- My Body Hungers (1967) (con il nome Joe Sarno)
- The Sex Cycle (1967) (con il nome Joe Sarno)
- Anything for Money (1967) (con il nome Joe Sarno)
- Come Ride the Wild Pink Horse (1967) (con il nome Joe Sarno)
- Bed of Violence (1967) (con il nome Joe Sarno)
- The Love Rebellion (1967) (con il nome Joe Sarno)
- Vibrations (1968) (con il nome Joe Sarno)
- Odd Triangle (1968) (con il nome Joe Sarno)
- Desire Under the Palms (1968) (con il nome Joe Sarno)
- Deep Inside (1968) (con il nome Joe Sarno)
- Inga - Io ho voglia... (Jag – en oskuld) (1968)
- All the Sins of Sodom (1968) (con il nome Joe Sarno)
- Kvinnolek (1968)
- Wall of Flesh (1968) (con il nome Joe Sarno)
- The Layout (1969) (con il nome Joe Sarno)
- The Indelicate Balance (1969)
- Marcy (1969)
- Karla (1969) (con il nome Joe Sarno)
- Passion in Hot Hollows (1969) (con il nome Joe Sarno)
- Horn-a-Plenty (1970)
- I vizi proibiti delle giovani svedesi (Daddy Darling) (1970)
- Una ragazza dal corpo caldo (Någon att älska) (1971)
- The Young, Erotic Fanny Hill (1970) (con il nome Joe Sarno)
- Siv, Anne & Sven (1972) (con il nome Joe Sarno)
- Young Playthings (1972) (con il nome Joe Sarno)
- Every Afternoon (1972)
- Sleepy Head (1973) (non accreditato)
- Der Fluch der schwarzen Schwestern (1973)
- Gola Profonda (Deep Throat 2) (1974) (con il nome Joe Sarno)
- Bibi. Diario di una sedicenne (Vild på sex) (1974)
- A Touch of Genie (1974) (con il nome Karl Andersson)
- Confessions of a Young American Housewife (1974)
- The Switch or How to Alter Your Ego (1974) (con il nome Joe Sarno)
- Laura's Toys (1975) (con il nome Joe Sarno)
- Butterfly erotica (Butterflies) (1975)
- Abigail Lesley Is Back in Town (1975) (con il nome Joe Sarno)
- Slippery When Wet (1976) (con il nome Karl Andersson)
- Misty (1976) (con il nome Joe Sarno)
- The Honey Cup (1976) (con il nome John Parkham)
- The Trouble with Young Stuff (1977) (con il nome Otis Hamlin)
- Hot Wives (1977) (non accreditato)
- Goduria carnale (Inside Jennifer Welles) (1977) (non accreditato)
- Kärleksön (1977) (con il nome Hammond Thomas)
- Fäbodjäntan (1978) (con il nome Lawrence Henning)
- Tigresses and Other Man-eaters (1979) (con il nome Peter Verlon)
- All About Gloria Leonard (1980) (non accreditato)
- Deep Inside Annie Sprinkle (1981) (non accreditato)
- Inside Seka (1981) (non accreditato)
- Wolf Cubs (1983)
- Stray Cats (1984) (con il nome Erik Andersson)
- Inside Little Oral Annie (1984) (con il nome Kenneth Morse)
- Dirty Blonde (1984) (con il nome Eric Anderson)
- Hot Stuff (1984) (V) (con il nome Erik Anderson)
- Shacking Up (1985) (con il nome Jeff La Touch)
- Little Oral Annie Takes Manhattan (1985) (con il nome Curtis Hollingwood)
- A Tight Delight (1985) (con il nome Louis Roman)
- A Taste of Pink (1985) (con il nome Louis Roman)
- The Hot Tip (1986) (V) (con il nome Francis X. Bush)
- Seven Minutes in Heaven (1986) (V) (con il nome Lester Jordan)
- Porked! (1986) (con il nome Dick Kuzman)
- Oversexed (1986) (V) (con il nome Lester Jordan)
- The Pleasure Machine (1987) (V) (con il nome Monica Fitta)
- The Deep Insiders (1987) (con il nome Eric Andersson)
- Sex Tips for Modern Women (1987) (V) (con il nome Peter Walsh)
- Sexpot (1987) (V) (con il nome Peter Walsh)
- Pay the Lady (1987) (V) (con il nome Monica Fitta)
- Love Potion#9 (1987) (V) (con il nome Monica Fitta)
- Fresh (1987) (V) (con il nome Peter Walsh)
- The Horneymooners (1988) (V) (con il nome Irving Weiss)
- The Horneymooners II (1988) (con il nome Irving Weiss)
- The Girls of the B.L.O. (1988) (con il nome Irving Weiss)
- Suzie Creamcheese (1988) (con il nome Monica Fitta)
- Sex Starved (1988) (con il nome Irving Weiss)
- Raging Hormones (1988) (V) (con il nome Charles Knox)
- Princess of Penetration (1988) (V) (con il nome Monica Fitta)
- Pink Baroness (1988) (con il nome Monica Fitta)
- Panting at the Opera (1988) (V) (con il nome Monica Fitta)
- Helgerån (1988)
- Heather Hunter on Fire (1988) (V) (con il nome Irving Weiss)
- Double Agent (1988) (V) (con il nome Joan Fairley)
- Ball in the Family (1988) (con il nome Irving Weiss)
- The Big Pink (1989) (con il nome Irving Weiss)
- Red Head (1989) (con il nome Irving Weiss)
- Hyperkink (1989) (con il nome Irving Weiss)
- Hung Jury (1989) (V) (con il nome Irving Weiss)
- Erotic Adventures of Bedman and Throbbin (1989) (con il nome Irving Weiss)
- Coming on America (1989) (V) (con il nome Irving Weiss)
- Screw the Right Thing (1990) (con il nome Irving Weiss)
- Suburban Secrets (2004)